# Johar Baru
Johar Baru è un sottodistretto (in indonesiano: kecamatan) di Giacarta Centrale, in Indonesia.

## Suddivisioni
Il distretto è suddiviso in quattro villaggi amministrativi (in indonesiano: kelurahan):
- Galur
- Tanah Tinggi
- Kampung Rawa
- Johar Baru